# Les Deux Amis (film)
Pour les articles homonymes, voir Les Deux Amis et Deux amis.
Pour plus de détails, voir Fiche technique et Distribution.
Les Deux Amis est un film français réalisé par Louis Garrel, sorti en 2015.
Le film est en sélection à la Semaine de la critique au Festival de Cannes 2015.

## Synopsis
Clément est un jeune figurant de cinéma timide et sensible. Il a remarqué Mona, une vendeuse dans une sandwicherie de la gare du Nord, et tente de l’aborder. Lorsqu’elle accepte de passer un moment avec lui, Clément croit percevoir un début de réciprocité et s’attache rapidement à elle.
Mais Mona garde ses distances, et Clément, incapable de comprendre ses réactions, demande l’aide de son ami Abel, plus sûr de lui. Abel accepte d’intervenir, mais développe lui aussi une attirance pour Mona.
De son côté, Mona cache une réalité difficile : elle est en semi-liberté et doit retourner chaque soir en prison. Ce secret complexifie ses relations avec les deux hommes.
Un jour, Clément entraîne Mona et Abel sur le plateau de tournage où il travaille. Lors de cette reconstitution de Mai 68, Clément, accablé et désespéré, tente de se suicider. Cet épisode bouleverse Abel et Mona, qui s’éloignent ensemble après l’incident. Ils passent la nuit à errer dans Paris. Une scène marquante a lieu dans une église, où Abel et Mona deviennent amants. Mais Abel, rongé par la culpabilité, exprime des remords.
Clément, troublé, semble ignorer ce qui s’est passé. Ils se retrouvent à l’hôtel pour la nuit. Mona, silencieuse, s’isole dans sa chambre tandis qu’Abel, de son côté, échange avec le veilleur de nuit. Clément, croyant Mona avec Abel, tente de frapper à sa porte, mais elle ne répond pas. En réalité, Mona vient d’appeler la police pour se rendre : elle n’avait pas réintégré la prison après une permission.
Clément quitte précipitamment l’hôtel, suivi par Abel qui le rejoint dans la rue. Au moment où les deux hommes se retrouvent, Mona est arrêtée. Elle les observe depuis la voiture de police, tandis qu’ils restent assis sur le trottoir, immobiles. Le film se clôt sur cette image suspendue.

## Fiche technique
- Titre français : Les Deux Amis
- Réalisation : Louis Garrel
- Scénario : Louis Garrel et Christophe Honoré d'après Les Caprices de Marianne d'Alfred de Musset.
- Décors : Jean Rabasse
- Costumes : Justine Pearce
- Photographie : Claire Mathon
- Montage : Joëlle Hache
- Musique : Philippe Sarde
- Production : Anne-Dominique Toussaint
- Société de production : Les Films des Tournelles, en association avec la SOFICA Indéfilms 3
- Pays d'origine :  France
- Dates de sortie :
  -  France : 18 mai 2015 (Festival de Cannes) ; 23 septembre 2015 (sortie nationale)

## Distribution
- Golshifteh Farahani : Mona
- Louis Garrel : Abel
- Vincent Macaigne : Clément
- Laurent Laffargue : le metteur en scène
- Rachid Hami : Rachid, l'acteur
- Pierre Maillet : le réceptionniste de l'hôtel

## Production
Les Deux Amis est le premier long métrage de Louis Garrel. Le scénario, inspiré des Caprices de Marianne d'Alfred de Musset, est coécrit par Christophe Honoré et le réalisateur. Celui-ci a déjà employé les acteurs Vincent Macaigne et Golshifteh Farahani dans son court-métrage La Règle de trois,.

## Bande originale
La musique du film est composée par Philippe Sarde. Certains motifs musicaux sont des reprises partielles de la bande originale qu’il avait écrite pour Les Seins de glace (1974) de Georges Lautner. Le morceau intitulé « Mai 68 », joué au piano, reprend notamment la structure mélodique de ce film précédent.

## Accueil

### Sortie
Le film est présenté en séance spéciale lors du festival de Cannes 2015, dans le cadre de la Semaine de la critique.

### Accueil critique
Jordan Mintzer, dans The Hollywood Reporter, juge ce premier film « charmant, mais pas totalement convaincant » (« Louis Garrel offers up a charming if not entirely convincing feature debut »). Franck Nouchi, du quotidien Le Monde, estime que « Le résultat, même s'il est imparfait, est réjouissant ». 

## Thèmes
Les Deux Amis est une comédie dramatique centrée sur un triangle relationnel mêlant amitié masculine et désir amoureux. Le film aborde ces sentiments sur le ton de la comédie, avec une tonalité légère et mélancolique, le film explore les frontières entre amour et amitié, les rivalités affectives et les tensions que suscitent les non-dits.

## Distinctions

### Récompense
- 2013 : Film lauréat de la Fondation Gan pour le Cinéma[6]

### Nominations
- Prix Lumières 2016 : 
  - Prix Heike Hurst du meilleur premier film
  - Prix Lumières du meilleur acteur pour Vincent Macaigne
  - Prix Lumières du meilleur espoir féminin pour Golshifteh Farahani
  - Prix de la meilleure photographie pour Claire Mathon